# Kouty u Poděbrad
Kouty (deutsch Kaut) ist eine Gemeinde in Tschechien. Sie liegt sechs Kilometer nördlich von Poděbrady und gehört zum Okres Nymburk.

## Geographie

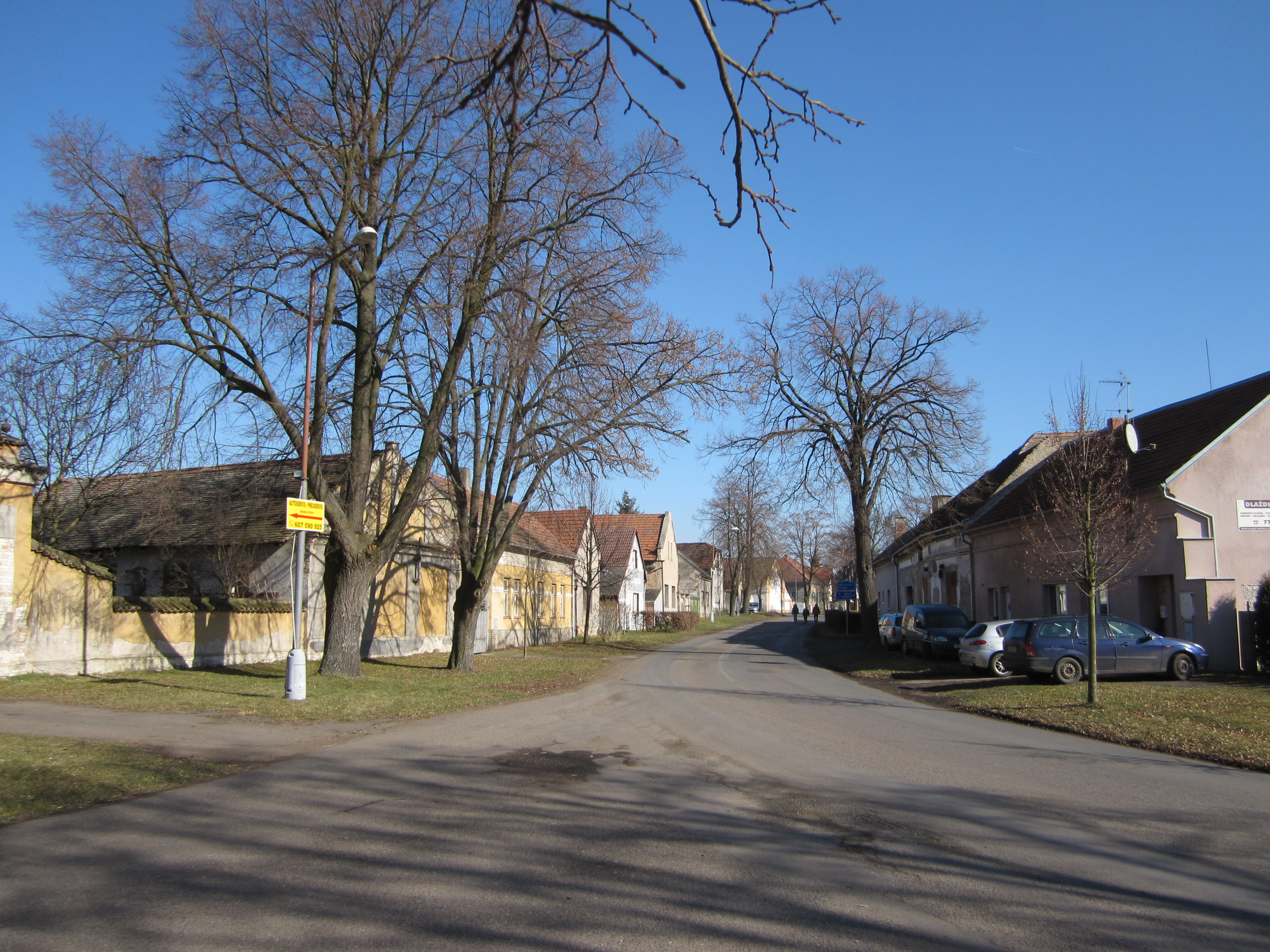
Ortsdurchfahrt

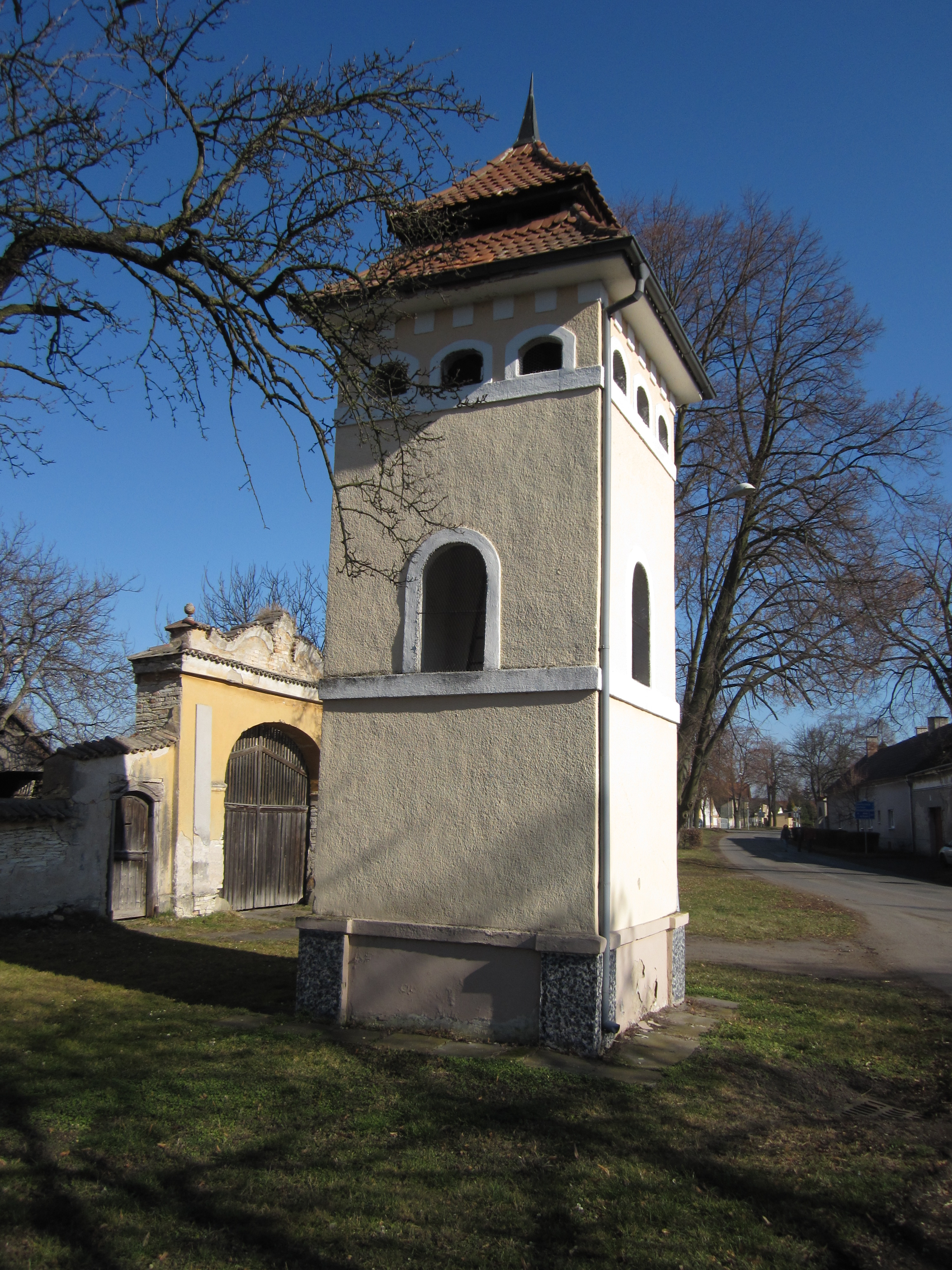
Glockenturm

Kouty befindet sich auf einer Anhöhe linksseitig der Blatnice auf der Ostböhmischen Tafel. Südöstlich liegen die Blatowiesen und im Westen die Flussebene der Mrlina. Südwestlich erhebt sich die Kuppe "Na Vršalích" (196 m).
Nachbarorte sind Netřebice im Norden, Úmyslovice im Nordosten, Ostrov im Osten, Blato und Okřínek im Südosten, Pátek im Süden, Křečkov im Südwesten, Budiměřice im Westen sowie Rašovice im Nordwesten.

## Geschichte
Die erste schriftliche Erwähnung des zur Podiebrader Herrschaft gehörigen Dorfes erfolgte 1345, als Hynek von Lichtenburg die Burg Podiebrad als Lehen erhielt. Kouty lag an einem erhöhten Platz über einem ausgedehnten Bruchland. Um 1450 ließ Georg von Podiebrad südlich des Dorfes hinter der herrschaftlichen Fasanerie den Sánský kanál errichten, der zur Bewässerung der Podiebrader Fischteiche diente. Nachdem Georg von Podiebrad 1461 über Kouty die von ihm gegründete Neumühle aufgesucht hatte, fand er auf dem Rückweg die Mulde der Blatnice für die Aufstauung eines großen Teiches für geeignet. Sein Sohn Heinrich von Münsterberg ließ 1474 die Pläne realisieren und nördlich von Kouty entstand ein kleiner Damm, der das Bruchgebiet zu einem riesigen Teich mit 996 ha Wasserfläche werden ließ. Direkt am Damm lag die Einschicht Schabata.
Zum Ende des 18. Jahrhunderts erfolgte die Trockenlegung des größten böhmischen Fischteiches. Während der Napoleonischen Kriege übernachtete Napoleon Bonaparte mit seinen Truppen Ende 1813 am Gasthof Schabata. Der bedeutende französische Stenograph Jean Coulon de Thévenot verstarb am 30. Dezember 1813 in Schabata. Er wurde in Úmyslovice beigesetzt.
Nach der Aufhebung der Patrimonialherrschaften bildete Kouty mit dem Ortsteil Šabata ab 1850 eine Gemeinde im Bezirk Poděbrady. Zum 1. Januar 1961 kam die Gemeinde zum Okres Nymburk. Zu Beginn des Jahres 1980 wurde Kouty nach Úmyslovice eingemeindet, seit 1990 besteht die Gemeinde wieder.

## Gemeindegliederung
Für die Gemeinde Kouty sind keine Ortsteile ausgewiesen. Zu Kouty gehört die Einschicht Šabata (Schabata).

## Sehenswürdigkeiten
- Kruzifix
- Damm des ehemaligen Teiches Bláto